# Australian Hymn Book
O Australian Hymn Book ou Livro de Hinos Australiano (ISBN  1-86371-150-3) é um hinário cristão ecumênico usado por diversas denominações cristãs na Austrália, foi publicado em 1977 e foi o culminar de quase dez anos de trabalho de um comitê ecumênico, presidido por A. Harold Wood, com a intenção de produzir um novo, contemporâneo e inclusivo livro de hinos que poderia ser usado na adoração pelas diversas congregações cristãs em toda a Austrália. As primeiras reuniões foram realizadas em 1968 entre representantes das igrejas Anglicana (Igreja da Inglaterra), Congregacional , Metodista e Presbiteriana. Um projeto de lista de hinos foi criado em 1972. Em 1974, a Igreja Católica Romana na Austrália pediu que fosse inclusa, e duas versões do hinário foram finalmente publicadas: o Australian Hymn Book (contendo 579 hinos) e o Australian Hymn Book with Catholic Supplement (Livro de hinos australiano com complementos católicos, adicionando mais 25 hinos). O novo hinário foi amplamente adotado, especialmente com a união das paróquias Congregacionais, Metodistas e da maioria das paróquias presbiterianas que criaram a Igreja Unida na Austrália em 1977. Em sua edição internacional, o hinário é conhecido como With One Voice ( não deve ser confundido com o trabalho de 1995 publicado pela Igreja Evangélica Luterana na América como um suplemento ao Livro Luterano de Adoração).
O hinário contém índices de primeiros versos, melodias, compositores, autores, assuntos, leituras e calendário litúrgico. Um livro complementar, Songs of the People of God, de Wesley Milgate, foi publicado em 1982 e contém notas sobre as fontes e a história de cada melodia e texto dos hinos, juntamente com breves biografias de todos os autores e compositores.
Após uma pesquisa realizada em 1990, foi decidido que era necessária uma nova edição do Livro de Hinos Australiano. Together in Song : Australian Hymn Book II foi publicado em 1999. As principais mudanças foram a modernização dos textos (particularmente o uso de linguagem inclusiva), a remoção de hinos que haviam caído em desuso, adição de arranjos musicais mais modernos, canções de adoração e arranjos de salmos. Um volume complementar com notas sobre canções, letristas e compositores compilados pelo Rev. Dr. H. D'Arcy Wood também foi publicado.